# Lagoa da Tijuca
Pour les articles homonymes, voir Tijuca.
Lagoa da Tijuca est une lagune située à Barra da Tijuca, dans la zone ouest de la ville de Rio de Janeiro, au Brésil. Avec les lagunes de Jacarepaguá, Camorim et Marapendi, elle forme le complexe lagunaire de Barra da Tijuca, qui communique avec l'océan Atlantique par le canal Barra da Tijuca, également connu sous le nom de canal Joatinga. Les lagunes du complexe sont reliés entre elles par des canaux. La lagune de Tijuca compte dix îles, la plus grande étant l'île de Gigóia, qui compte 3 000 habitants, des hôtels, auberges et restaurants. La lagune a une végétation de mangrove, avec une abondance de gigogas, ce qui reflète la pollution des eaux. La lagune est un lieu de reproduction commun pour le caïman à museau large.

## Toponyme
« Tijuca » est un nom ayant pour origine le tupi ancien tyîuka, qui signifie « rivière pourrie », « eau pourrie », « étang, marécage », « boue », par la composition de ty (« eau », « rivière » ), îuk (« pourri ») et a (suffixe nominal).

## Site touristique
De nombreux restaurants ou bars sur l'île de Gigóia sont accessibles en barge. 
Des excursions sont également proposées pour découvrir la lagune, apprécier le relief environnant, la végétation de mangrove ou encore la faune. Des caïmans à museau large sont notamment observables.

## Photographies

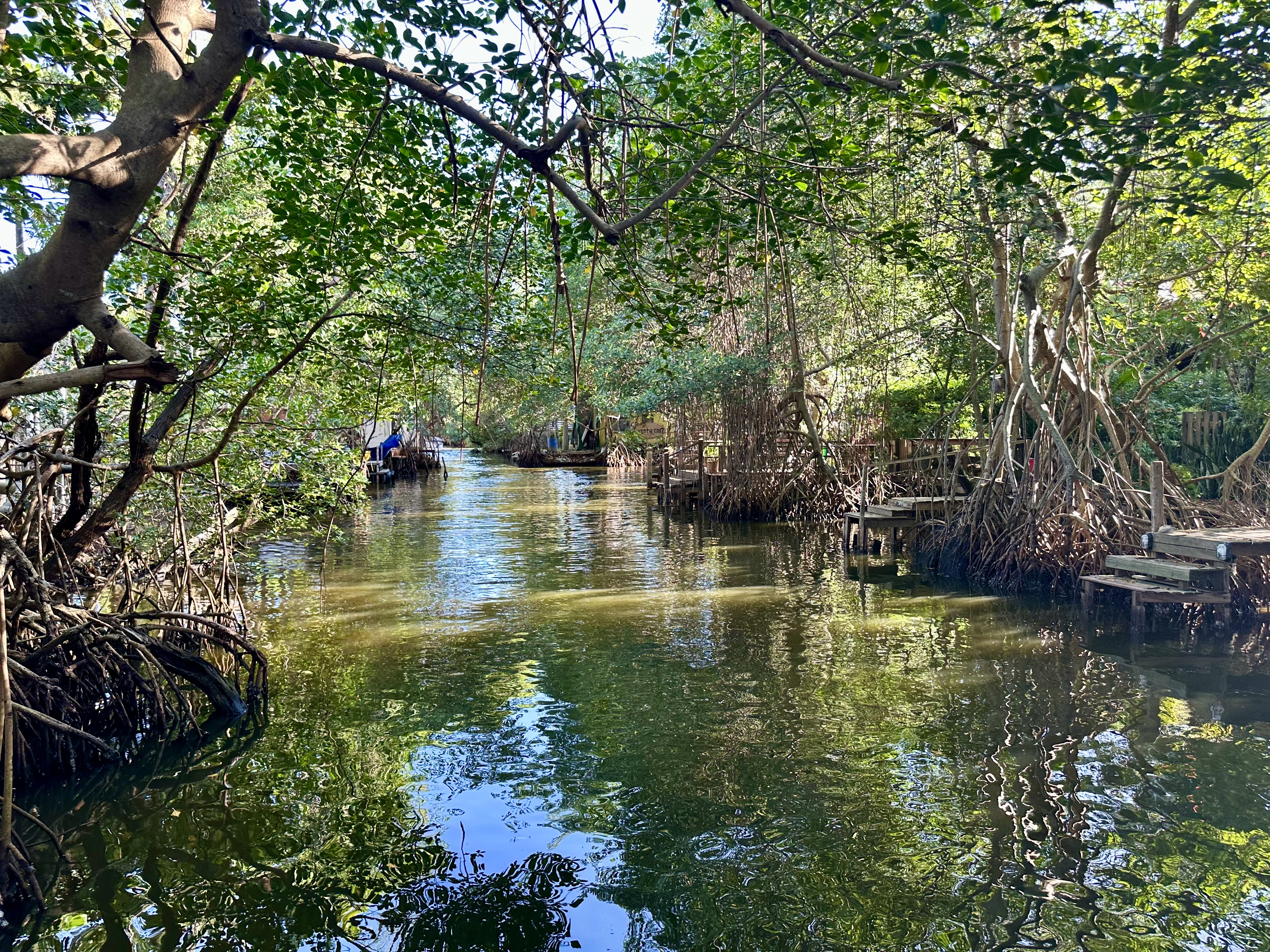
Végétation de mangrove de l'île habitée d'Ipê
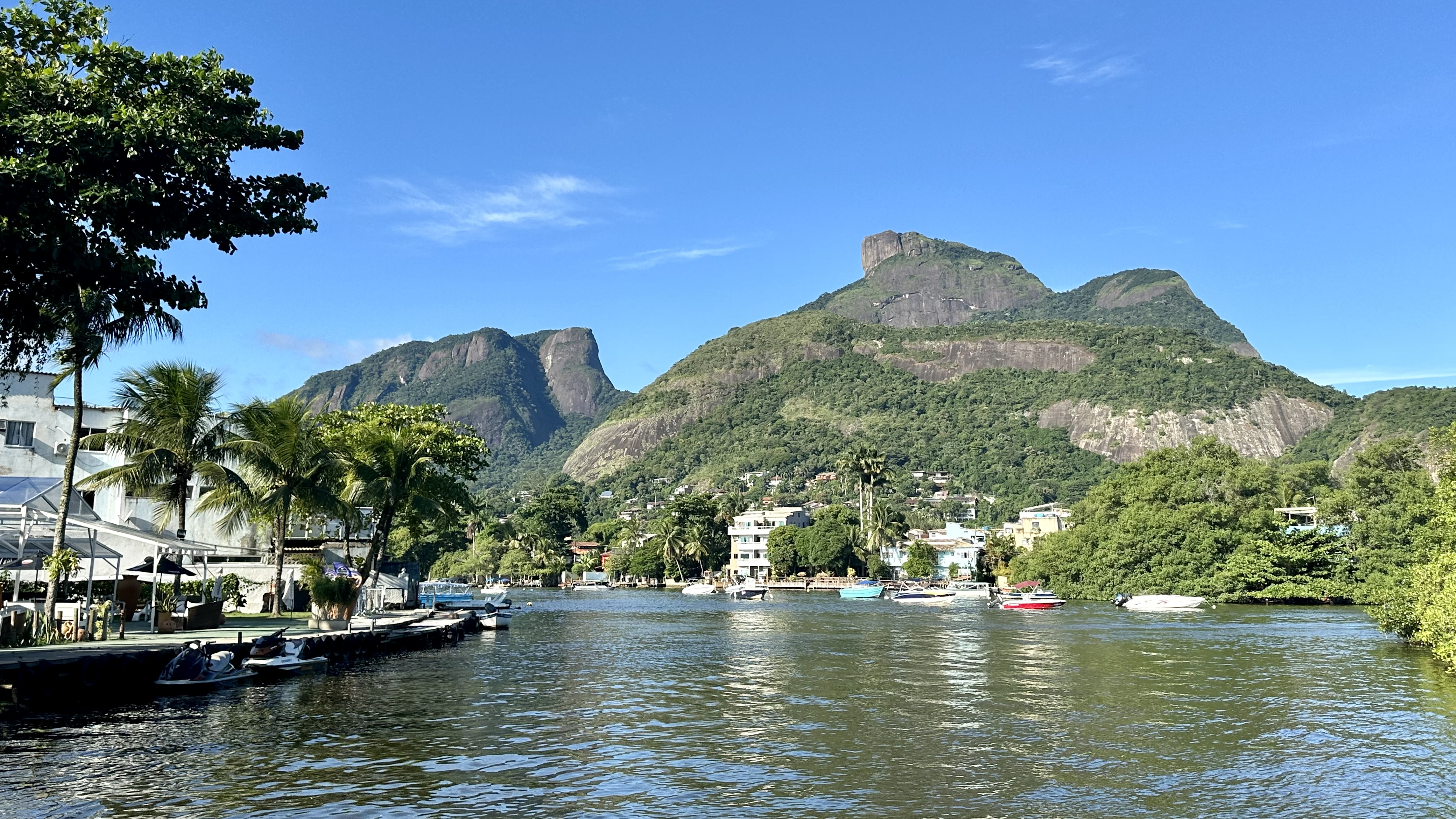
Relief environnant du Parc national de la Tijuca
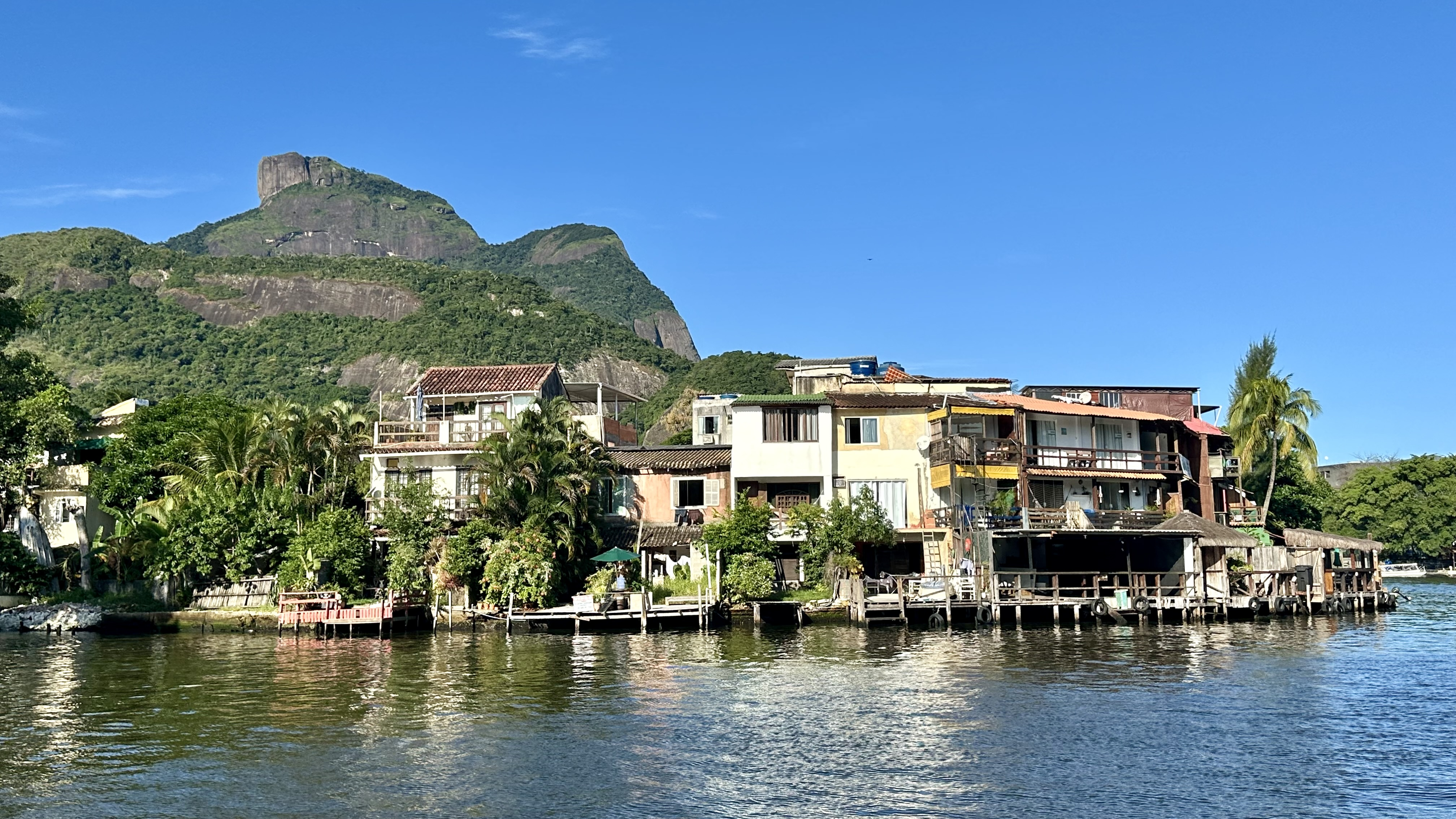
Architecture de l'île de Gigóia
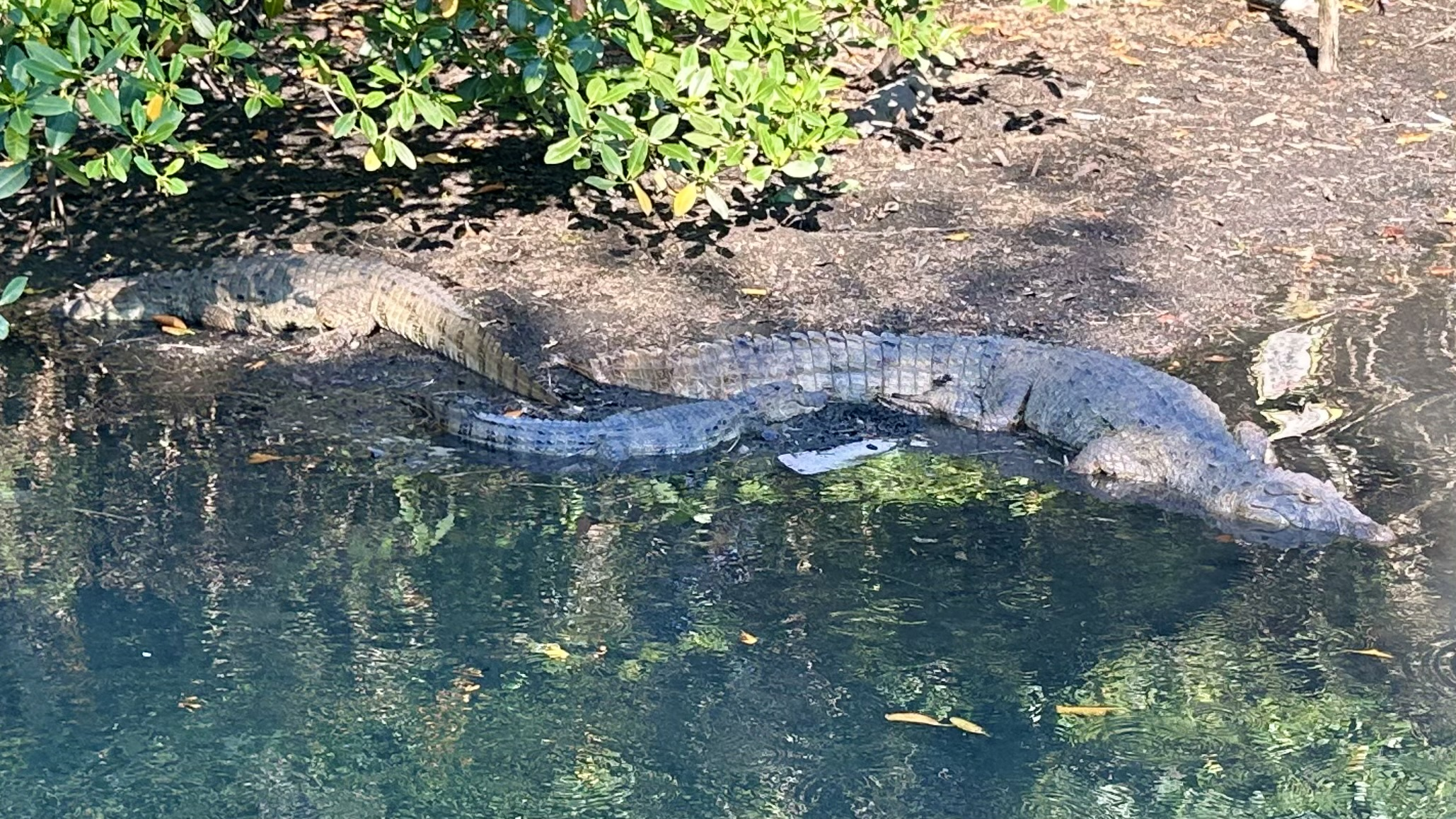
Caïmans à museau large
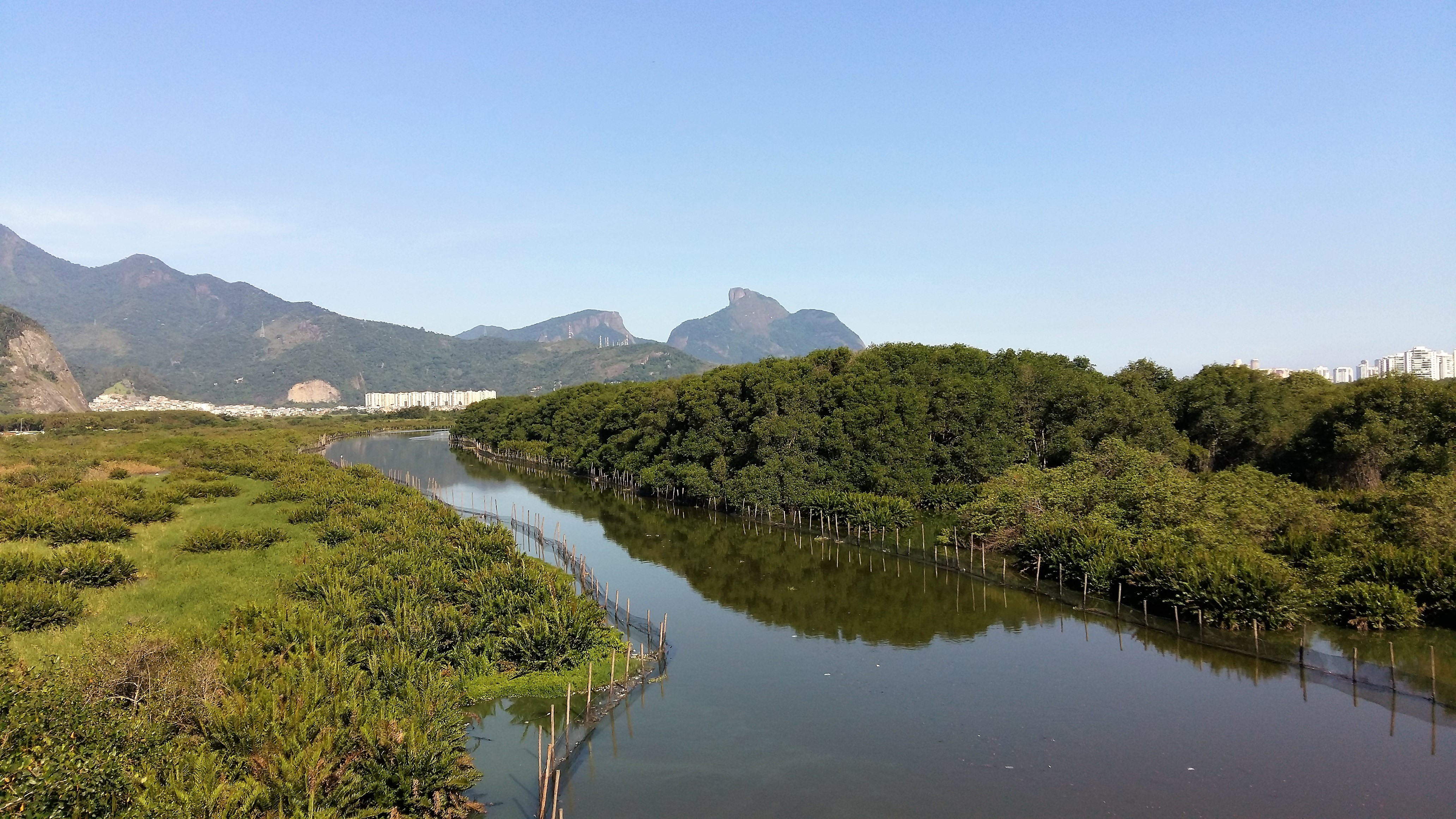
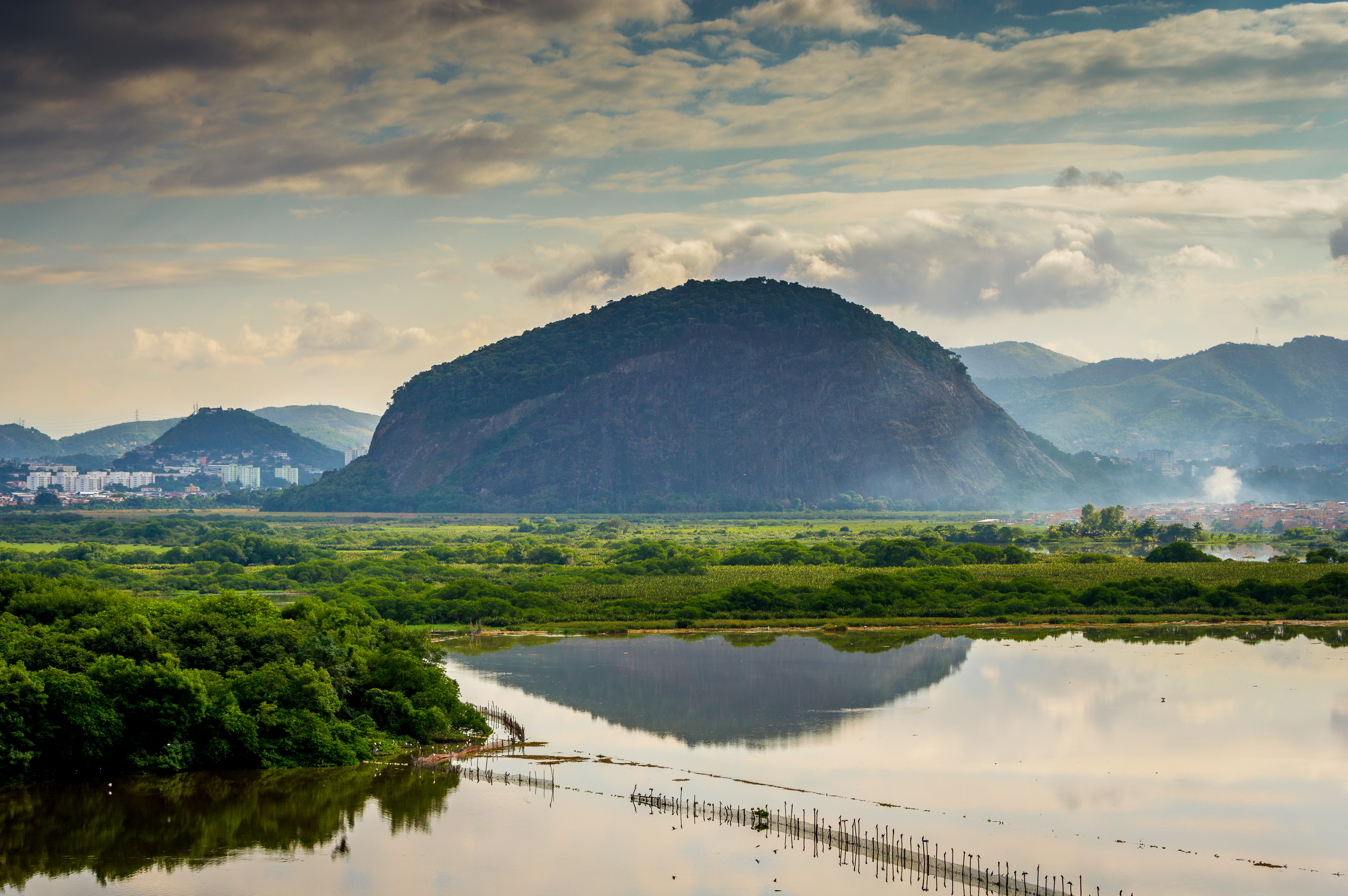